# El Gran Combo de Puerto Rico

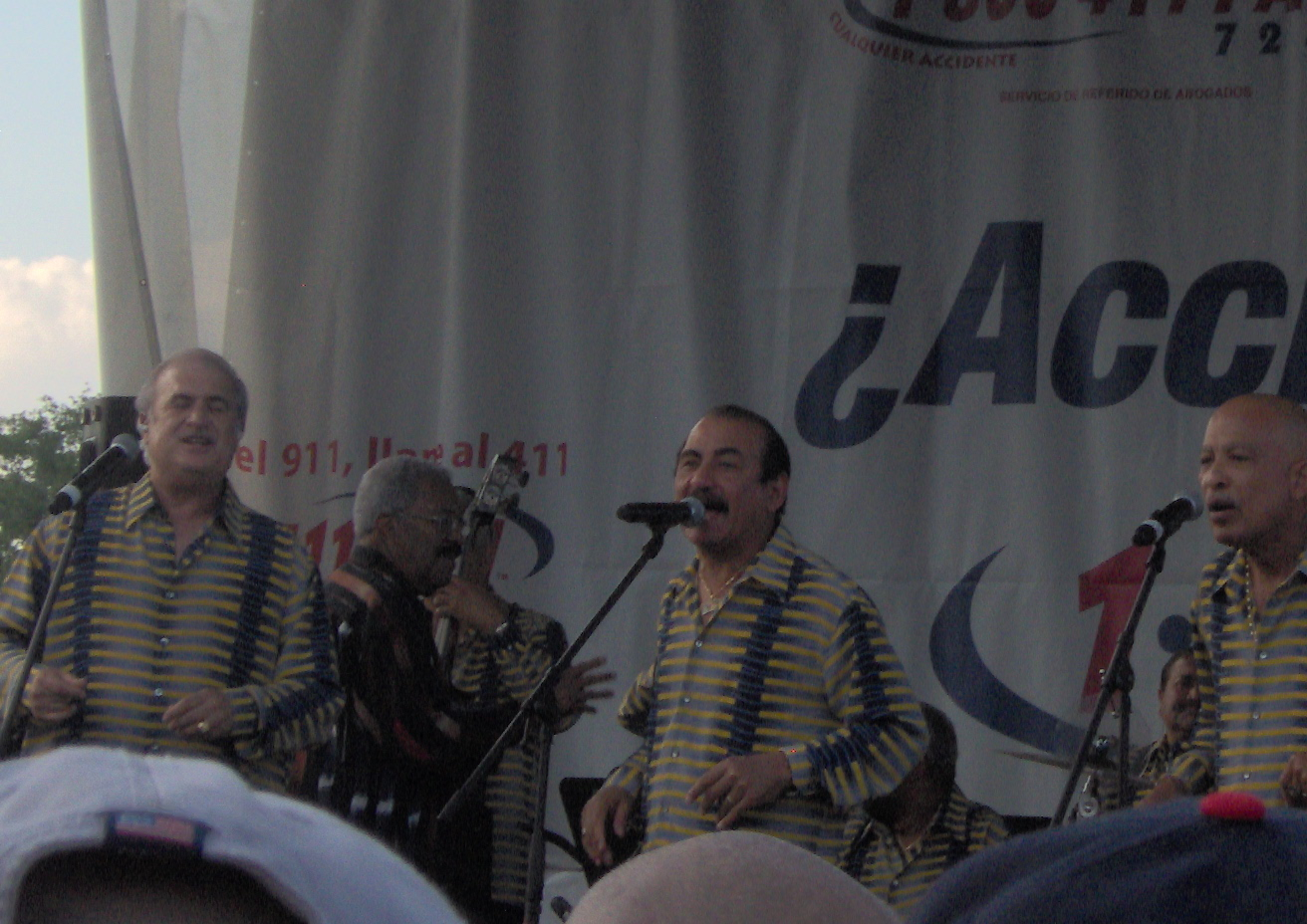
Liveauftritt der El Gran Combo de Puerto Rico

El Gran Combo de Puerto Rico, oder auch nur El Gran Combo (EGC), ist ein traditionelles Salsaorquester aus Puerto Rico, welches seit Dekaden stilprägend für den Salsa ist und eine Reihe berühmter Künstler wie Andy Montañez, Celia Cruz, Héctor Lavoe, La India und viele andere hervorgebracht beziehungsweise nachhaltig geprägt hat. Aus diesem Grunde erhielt sie den Beinamen La Universidad de Salsa. Sie gehören zu den erfolgreichsten Salsagruppen Puerto Ricos und ebenfalls mit zu den populärsten Salsamusikern Lateinamerikas.

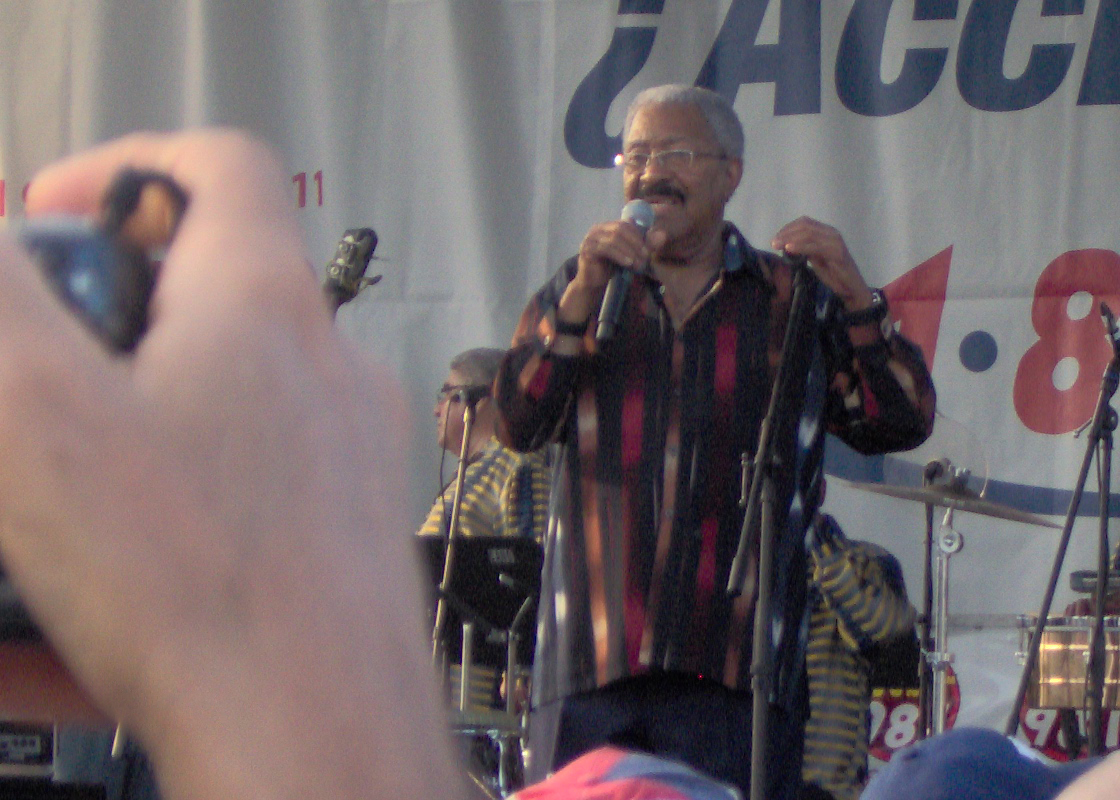
El Gran Combo de Puerto Rico mit Rafael Ithier

## Werdegang
El Gran Combo de Puerto Rico wurde im Jahr 1962 von ihrem ersten musikalischen Direktor Rafael Ithier in San Juan gegründet. Ithier war zuvor Mitglied der Band von Rafael Cortijo Cortijo y su Combo. Dann wurde er von Rafael Guedes, dem Eigentümer des Plattenlabels Gema eingeladen, an einem Album des berühmten Merenguesängers Joseíto Mateo mitzuwirken. Mit anderen namhaften Künstlern wie Hector Santos oder Roberto Roena bildeten sie zu diesem Zweck die Gran Combo. Das Produkt dieser Zusammenarbeit war das erste Album Menéame Los Mangos – El Gran Combo con Joseito Mateo. Der Hit No Hago Más Ná wurde 1962 sehr erfolgreich auf den Radiosendern Puerto Ricos. Es folgte ein Gastauftritt in der Fernsehshow La Taberna India, welche von der Brauerei India Beer gesponsert wurde. Weiterhin ein Liveauftritt im Hotel La Concha. 1963 brachte EGC ihr Album Acángana mit den Leadsängern Rodríguez und Montañez heraus und hatten Nummer-eins-Hits in New York, Panama und Puerto Rico. Nach weiteren Auftritten in der Show El Show de las 12 wurden sie auf dem gesamten lateinamerikanischen Musikmarkt bekannt. Auch ihr Album aus dem Jahr 1967 Boogaloo con el Gran Combo war entsprechend erfolgreich. 1970 wollte die Band das Flugzeug von Santo Domingo/Dominikanische Republik nach San Juan besteigen, welches abstürzte. Einige Bandmitglieder hatten sich aufgrund von Vorahnungen zuvor dafür ausgesprochen, eine andere Maschine zu nehmen. 1970 setzten sie ihren Plattenvertrag mit Gema Records fort, obwohl sie bereits Angebote von Motown erhalten hatten. 1971 setzten sie erstmals das Musikinstrument der Posaune in ihrem musikalischen Arrangement ein. 1973 spielten sie als Vorgruppe der Fania All-Stars im mit 50.000 Plätzen ausverkauften Yankee-Stadion in New York.
1977 verließ Andy Montañez die Band, um in Venezuela Oscar D’León in der Gruppe Dimension Latina zu ersetzen. Seinen Platz nahm Jerry Rivas ein. Die Alben „International“ (1977) und En Las Vegas wurden ebenfalls große Erfolge. 1982 traten sie anlässlich ihres 20-jährigen Jubiläums im Madison Square Garden in New York City auf. 1984 hatte die Band eine Tournee in Alaska, nachdem sie ihr Album Breaking the Ice auf den Markt brachten. Außerdem spielten sie in Frankfurt am Main, Paris, Madrid und 1992 im Hiram Bithorn Baseball Stadion vor 30.000 Zuschauern in ihrer Heimat Puerto Rico. 2002 feierte EGC ihr 40-jähriges Bestehen im Ruben Rodríguez Coliseum in Bayamón, Puerto Rico. Das daraus entstandene Album wurde zum Besten des Jahres gewertet. Ihr vorerst letztes Album Arroz con Habichuela enthält die Hits No Hay Manera und Si La Vez Por Ahí. 2007 feierten sie ihr 45-jähriges Bestehen im José Miguel Agrelot Coliseum in San Juan. 2010 brachten Andy Montañez und die Banco Popular zwei Alben zu ihren Ehren heraus. Zu ihren vielen bekannten Hits gehören unter anderen Songs wie Te Quiero Ver, Clavo y Martillo, Fiesta Con el Gran Combo, De Que Presumes?, A Ti Te Pasa Algo, Me Liberé, La Loma del Tamarindo und Azuquita Pa’l Café.

## Preise und Auszeichnungen
- Grammy-Nominierung (1984)
- Calendario de Plata in Mexiko
- Golden Combo in Kolumbien
- Paoli Award in Puerto Rico
- Grammy for Best Tropical Album (2003)

## Frontsänger
- Charlie Aponte (1973 – Gegenwart)
- Jerry Rivas (1977 – Gegenwart)
- Luis „Papo“ Rosario (1980 – Gegenwart)
- Pellín Rodríguez (1962 – 1973)
- Andy Montañez (1962 – 1977)
- Marcos Montañez (1973)
- „Chiqui“ Rivera (1962)

## Besetzung des Orchesters
- Rafael Ithier: musikalischer Direktor und Piano (1962 – Gegenwart)
- Willie Sotelo: Piano (2006 – 2022 (†)[3])
- Eddie „La Bala“ Pérez: Saxofon (1962 – 2013 (†)[4])
- Freddie Miranda: Saxofon (1980 – Gegenwart)
- Luis „Taty“ Maldonado: Trompete (1970 – Gegenwart)
- Victor „Cano“ E. Rodriguez: Trompete (1980 – Gegenwart)
- Moisés Nogueras: Trombón (1991 – Gegenwart)
- Freddy Rivera: Bass-Gitarre (1989 – Gegenwart)
- Domingo „Cuqui“ Santos: Timbales (1988 – Gegenwart)
- Miguel „Pollo“ Torres: Congas (1979 – Gegenwart)
- Richie Bastar: Bongos (2001 – Gegenwart)
- Milton Correa: Timbales (1962–1970)
- Miguel Marrero: Timbales (1970–1979)
- Edgardo Morales: Timbales (1979–1988)
- Roberto Roena: Bongos (1962–1969)
- Martín Quiñones: Congas (1962–1977)
- Martín Quiñones, Jr.: Congas (1962–1979)
- Luis Díaz: Congas (1979)
- Miguel Cruz: Bass-Gitarre (1962–1975)
- Fernando Perez: Bass-Gitarre (1975–1989)
- Jaime Valentin: Bass-Gitarre (1995–1997)
- Mike Torres: Trompete (1969)
- Epifanio „Fanny“ Ceballos: Trombón (1971–1991)
- Toñito Vázquez: Trombón (1991)
- Jorge Torres: Sound Engineer
- David Marrero: Support

## Zeitweilig Mitwirkende
- Hector Santos (1962–1969)
- Rogelio „Kito“ Vélez (1962–1964)
- Daniel Vázquez (1962)
- Mickey Duchesne (1962–1969)
- Elias Lopez (1964–1969)
- Edwin Cortés (1969)
- „Baby“ Serrano: Bongos (1969–1984)
- José „Keko“ Duchesne: Saxofon (1969–1980)
- Tommy Sánchez (1969)
- Gerardo „Grillo“ Cruz: Trompete (1969–1979)
- Miguel Laboy: Bongos (1984–2001)
- Mike Ramos: Backgroundsänger (1969–1980)
- Edwin González (1979)
- Nelson Feliciano: Trompete (1979–1980)
- Paquito Guzmán: Backgroundsänger (1971–1976)
- Elliot Romero: Backgroundsänger (1973–1977)
- Yayo „El Indio“: Backgroundsänger (1977–1979)
- Tito Henriquez: Backgroundsänger (1978)
- Eddie W. Feyjoo: Trompete (1980)

## Diskografie

### Studioalben
| Jahr | Titel                              | Höchstplatzierung, Gesamtwochen, AuszeichnungChartplatzierungen (Jahr, Titel, Platzierungen, Wochen, Auszeichnungen, Anmerkungen) | Höchstplatzierung, Gesamtwochen, AuszeichnungChartplatzierungen (Jahr, Titel, Platzierungen, Wochen, Auszeichnungen, Anmerkungen) | Anmerkungen             |
| Jahr | Titel                              | US | Latin | Anmerkungen             |
| ---- | ---------------------------------- | --- | --- | ----------------------- |
| 2002 | 40 Aniversario: 1962-2002          | — | Latin7 (8 Wo.)Latin |                         |
| 2004 | Aqui Estamos Y De Verdad           | — | Latin44 (7 Wo.)Latin |                         |
| 2005 | Asi Es Nuestra Navidad             | — | Latin11 (6 Wo.)Latin | mit Gilberto Santa Rosa |
| 2006 | Arroz Con Habichuela               | — | Latin21 (7 Wo.)Latin |                         |
| 2010 | Sin Salsa No Hay Paraiso           | — | Latin8 (25 Wo.)Latin |                         |
| 2010 | Salsa: Un Homenaje A El Gran Combo | US158 (4 Wo.)US | Latin3 (29 Wo.)Latin |                         |
| 2013 | Frente A Frente                    | — | Latin67 (1 Wo.)Latin | mit Grupo Niche         |
| 2013 | 50 Aniversario: Primer Volumen     | — | Latin10 (11 Wo.)Latin |                         |
| 2016 | Alunizando                         | — | Latin4 (6 Wo.)Latin |                         |

Weitere Alben
- Menéame los Mangos (1962)
- El Gran Combo... de Siempre (1963)
- Acángana (1963)
- Ojos Chinos, Jala Jala (1964)
- El Caballo Pelotero (1965)
- Traigo un Tumba’o, Meneíto Me (1965)
- El Swing del Gran Combo (1966)
- El Gran Combo En Navidad (1967)
- Maldito Callo (1967)
- Esos Ojitos Negros (1967)
- Fiesta Con El Gran Combo (1967)
- Boleros Románticos Con El Gran Combo (1967)
- Tú Querías Boogaloo, Toma Boogaloo (1967)
- Pata Pata, Jala Jala Y Boogaloo (1967)
- Boogaloos Con El Gran Combo (1967)
- Tangos (1967)
- Merengues (1968)
- Guarachas (1968)
- Bombas, Bombas, Bombas (1968)
- Los Nenes Sicodélicos (1968)
- Latin Power (1968)
- Smile, It’s El Gran Combo (1968)
- Este Si Que Es El Gran Combo (1969)
- Estamos Primeros (1970)
- De Punta A Punta (1971)
- Por El Libro (1972)
- En Acción (1973)
- Número 5 (1973)
- Disfrútelo Hasta El Cabo (1974)
- Número 7 (1975)
- Los Sorullos (1975)
- Mejor Que Nunca (1976)
- Internacional (1977)
- En Las Vegas (1978)
- Aquí No Se Sienta Nadie (1979)
- Unity (1980)
- Happy Days (1981)
- Nuestro Aniversario (1982)
- 20th Anniversary (1982)
- La Universidad De La Salsa (1983)
- In Alaska: Breaking The Ice (1984)
- Innovations (1985)
- Nuestra Musica (1985)
- Y Su Pueblo (1986)
- 25th Anniversary (1987)
- Romántico Y Sabroso (1988)
- Amame (1988)
- Latin Up! (1989)
- Erupción (1991)
- Gracias (1992)
- First Class International (1993)
- La Ruta Del Sabor (1994)
- Para Todos Los Gustos (1995)
- Por Todo Lo Alto (1996)
- 35 Years Around The World (1997)
- Pasaporte Musical (1998)
- Nuevo Milenio, El Mismo Sabor (2001)
- Arroz con Habichuela (2006)
- Sin Salsa No Hay Paraiso (2009)

### Singles
| Jahr | Titel Album                                          | Höchstplatzierung, Gesamtwochen, AuszeichnungChartsChartplatzierungen (Jahr, Titel, Album, Platzierungen, Wochen, Auszeichnungen, Anmerkungen) | Anmerkungen |
| Jahr | Titel Album                                          | Latin | Anmerkungen |
| ---- | ---------------------------------------------------- | --- | ----------- |
| 1986 | Por ella El Gran Combo De Puerto Rico Y Su Pueblo    | Latin12 (5 Wo.)Latin |             |
| 1986 | Garantia El Gran Combo De Puerto Rico Y Su Pueblo    | Latin13 (14 Wo.)Latin |             |
| 1987 | Nunca Fui El Gran Combo De Puerto Rico Y Su Pueblo   | Latin35 (5 Wo.)Latin |             |
| 1987 | Mima 25th Anniversary                                | Latin43 (2 Wo.)Latin |             |
| 1988 | Cupido Romantico Y....Sabroso                        | Latin8 (14 Wo.)Latin |             |
| 1988 | Quince anos Romantico Y....Sabroso                   | Latin26 (10 Wo.)Latin |             |
| 1988 | Potro Amarrado                                       | Latin28 (4 Wo.)Latin |             |
| 1989 | Amame ¡Amame!                                        | Latin8 (14 Wo.)Latin |             |
| 1989 | Aguacero ¡Amame!                                     | Latin12 (12 Wo.)Latin |             |
| 1990 | Mi Nina ¡Amame!                                      | Latin27 (2 Wo.)Latin |             |
| 1990 | Otra Vez Enamorado ¡Amame!                           | Latin36 (2 Wo.)Latin |             |
| 1990 | Companera Latin Up                                   | Latin14 (7 Wo.)Latin |             |
| 1990 | Latin Up                                             | Latin34 (2 Wo.)Latin |             |
| 1991 | La Curandera ¡Erupcion!                              | Latin23 (9 Wo.)Latin |             |
| 1991 | Aguas Pasadas ¡Erupcion!                             | Latin30 (5 Wo.)Latin |             |
| 1992 | Te Quiero Porque Quiero ¡Erupcion!                   | Latin31 (4 Wo.)Latin |             |
| 1992 | Los Tenis 30 Años De Sabor 1962 - 1992               | Latin31 (7 Wo.)Latin |             |
| 1993 | Te Deseo First Class International                   | Latin35 (4 Wo.)Latin |             |
| 1995 | No Digas Que No Para Todos Los Gustos El Gran Combo  | Latin25 (2 Wo.)Latin |             |
| 2001 | Me Libere Nuevo Milenio ~ El Mismo Sabor             | Latin11 (19 Wo.)Latin |             |
| 2003 | Se Nos Perdio El Amor Nuevo Milenio ~ El Mismo Sabor | Latin44 (4 Wo.)Latin |             |
| 2005 | El Matrimonio Aquí Estamos Y... ¡De Verdad!          | Latin47 (1 Wo.)Latin |             |